# Estação La Courneuve - 8 Mai 1945
La Courneuve - 8 Mai 1945 é uma estação da linha 7 do Metrô de Paris, que é o terminal norte, localizada na comuna de La Courneuve.

## História
A estação, inaugurada em 6 de maio de 1987 na presença de Jacques Douffiagues, ministro dos transportes, constitui a extremidade da extensão da linha 7 decidido por seu predecessor, Charles Fiterman. Ela foi renovada em 2005.
Em 2011, 5 707 118 viajantes foram contabilizados nesta estação. Ela viu entrar 5 536 146 passageiros em 2013, o que a classifica na 68ª posição das estações de metrô por sua frequência.

## Serviços aos Passageiros

### Acesso e plataformas
A estação tem três vias, a via central servindo tanto das partidas quanto das chegadas. As paredes são decoradas com afrescos de um amanhecer ou pôr-do-sol sobre o mar. A estação tem quatro acessos para a place du 8-Mai-1945, e quatro acessos de correspondência com a estação de tramway, situada no terrapleno central da praça e inaugurado em 6 de julho de 1992.
Sobre as três vias, a da esquerda serve como garagem dos trens, a do meio em retorno (com calçada) e a da direita é utilizada pelo MRF (pequeno local de manutenção equipado de uma via de retorno em poço). Depois das vias de retorno, existem seis posições de garagem. No total, a estação dispõe de quatorze posições de garagem.

### Intermodalidade

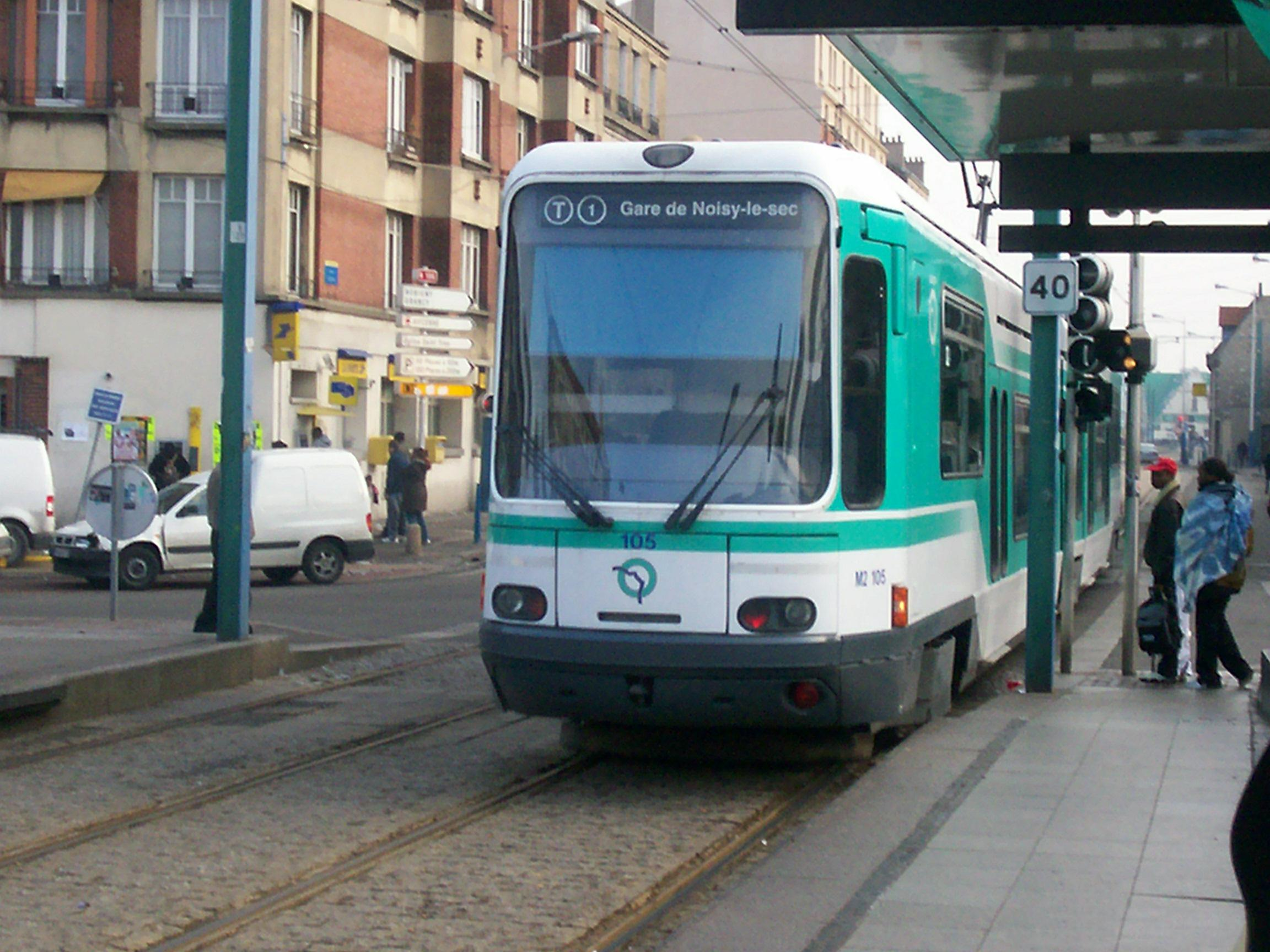
A estação de bonde em 2006

A estação é servida pelo tramway T1 (desde 6 de julho de 1992).
A estação de tramway foi ampliada no curso de obras importantes entre outubro de 2016 e o verão de 2017 para equipar as plataformas de um comprimento de 32,50 m contra 20 m antes e levar a sua largura de 1,80 m a 5 m a fim de facilitar a transferência de passageiros e se preparar para a chegada de um novo material rodante mais capacitado. Os abrigos de passageiros foram modernizados e, ao sul da estação, as escadas rolantes levam para a sala dos bilhetes do metro.
Ela também é servida pelas linhas 152 e 173 da rede de ônibus RATP, as linhas 607 e 609 da rede de ônibus TRA e, à noite, pela linha N42 da rede de ônibus Noctilien.

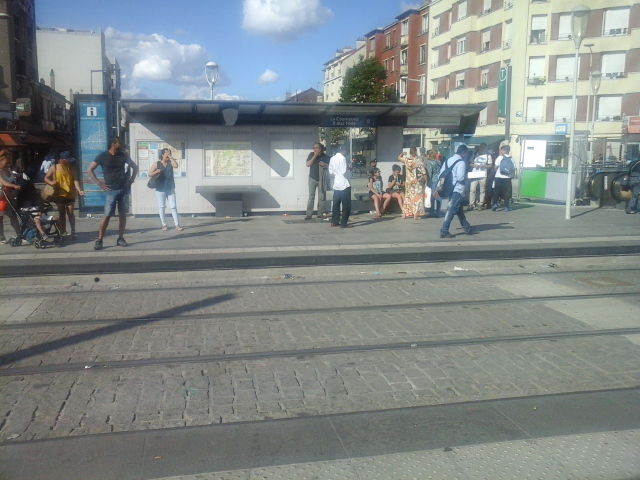
Uma das plataformas da estação de tramway, que foi totalmente renovada em junho de 2017

## Pontos turísticos

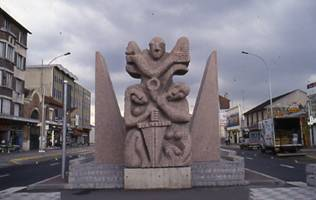
O Mémorial de la Résistance

A estação serve especialmente o bairro comercial de "Les Quatre routes" e o Mémorial de la Résistance, escultura de Shelomo Selinger.